# Mgławica Kraba
Mgławica Kraba (krócej Krab, znana także jako M1, Messier 1 czy NGC 1952) – plerion w gwiazdozbiorze Byka. Mgławica została zaobserwowana po raz pierwszy w 1731 przez Johna Bevisa. Jest skojarzona z supernową zauważoną przez chińskich oraz arabskich astronomów w 1054. Znajduje się w odległości około 6,3 tysiąca lat świetlnych (1930 pc) od Ziemi. Jej średnica to około 11 lat świetlnych (3,4 pc) i co sekundę zwiększa się o kolejne 1500 kilometrów. W centrum mgławicy znajduje się pulsar PSR B0531+21 obracający się wokół własnej osi 30 razy na sekundę, emitujący promieniowanie w zakresie od fal gamma do radiowych.
Powszechnie przyjęło się nazywać Mgławicę Kraba pozostałością po supernowej, jednak to stwierdzenie jest formalnie nieprecyzyjne. Okazuje się, że supernowa z 1054 była wydarzeniem o wyjątkowo małej energii lub w jakiś sposób znacznie i bardzo szybko wytraciła ją na otaczających gwiazdę gazach. Za zasilanie obserwowanej mgławicy odpowiada centralny pulsar, pozostałość po gwieździe, która eksplodowała jako supernowa obserwowana na Ziemi w 1054.
Krab, jako istotne źródło promieniowania, leżące jedynie 1,5° od płaszczyzny ekliptyki, często pomaga naukowcom w badaniach obiektów, które go przesłaniają. W latach 50. i 60. XX w. badano w ten sposób koronę słoneczną, a ostatnio oceniano grubość atmosfery Tytana, gdy blokowała ona pochodzące z M1 promieniowanie rentgenowskie.

## Historia obserwacji
Po raz pierwszy Mgławicę Kraba zaobserwował John Bevis w 1731, dodając ją do swojego atlasu nieba, Uranographia Britannica. Niezależnie od niego mgławicę ponownie odkrył Charles Messier 28 sierpnia 1758, gdy próbował znaleźć kometę Halleya. Szybko jednak zauważył, że obiekt nie porusza się względem gwiazd. Skłoniło to Messiera do skatalogowania podobnych do Kraba obiektów, aby nie mylić ich później z kometami. Tak powstał słynny katalog Messiera, a Mgławica Kraba, dodana 12 września 1758, otrzymała w nim pierwszy numer, M1. Mimo powszechności katalogu w 1835 ponownie pomylono Mgławicę Kraba z kometą Halleya.
Nazwę dla Mgławicy Kraba wymyślił William Parsons. Kształt M1 na szkicach, które wykonał na podstawie obserwacji mgławicy około 1844, przypominał mu kraba.

### Natura i pochodzenie
Od czasu odkrycia Kraba zastanawiano się czy jest on ciasną gromadą gwiazd, czy mgławicą. Za mgławicową naturą (prawidłowo) opowiadali się między innymi Charles Messier, Johann Bode, William Herschel. Inni, na przykład John Herschel, sądzili, że M1 jest gromadą gwiazd i tylko niedoskonałość instrumentów optycznych stoi na przeszkodzie, by to udowodnić. Trudność stanowiły obserwowane w M1 włókna, które zdaniem Johna Herschela były oznaką gwiazdowej natury Kraba.
Rozwiązanie przyniosły badania spektroskopowe Vesto Sliphera z lat 1913-1915. Widmo M1 nie przypominało widm gwiazd, Krab musiał więc być mgławicą.
W 1921, Carl Lampland z Lowell Observatory, analizując zdjęcia zrobione metrowym teleskopem zwierciadlanym, zauważył, że Mgławica Kraba wyraźnie zmienia swój kształt, wygląd poszczególnych obszarów, oraz nieznacznie jasność. W tym samym roku John Duncan z Mount Wilson Observatory, porównując zdjęcia wykonane na przestrzeni ponad jedenastu lat, zaobserwował, że Krab rozszerza się o 0,2" rocznie. Jak potem obliczył, ekspansja musiała rozpocząć się około 900 lat temu.
Wyniki tych badań szybko spowodowały, że jeszcze w 1921 roku Knut Lundmark zasugerował, że Mgławica Kraba może odpowiadać supernowej z 1054 (SN 1054), która rozbłysła w tym samym rejonie nieba. SN 1054 była zjawiskiem wyjątkowym, na tyle jasnym, że została wspomniana w wielu średniowiecznych kronikach chińskich oraz arabskich. Jest możliwe, że była obserwowana również przez Indian, oraz, co jest jednak znacznie mniej prawdopodobne, przez Europejczyków.
Współczesne analizy historycznych kronik pozwalają przypuszczać, że supernowa, która stworzyła Mgławicę Kraba pojawiła się w kwietniu lub maju 1054, jaśniejąc do maksymalnej wartości pomiędzy −4 a −7,5m w lipcu. Była widoczna gołym okiem przez około dwa lata.

## Właściwości fizyczne

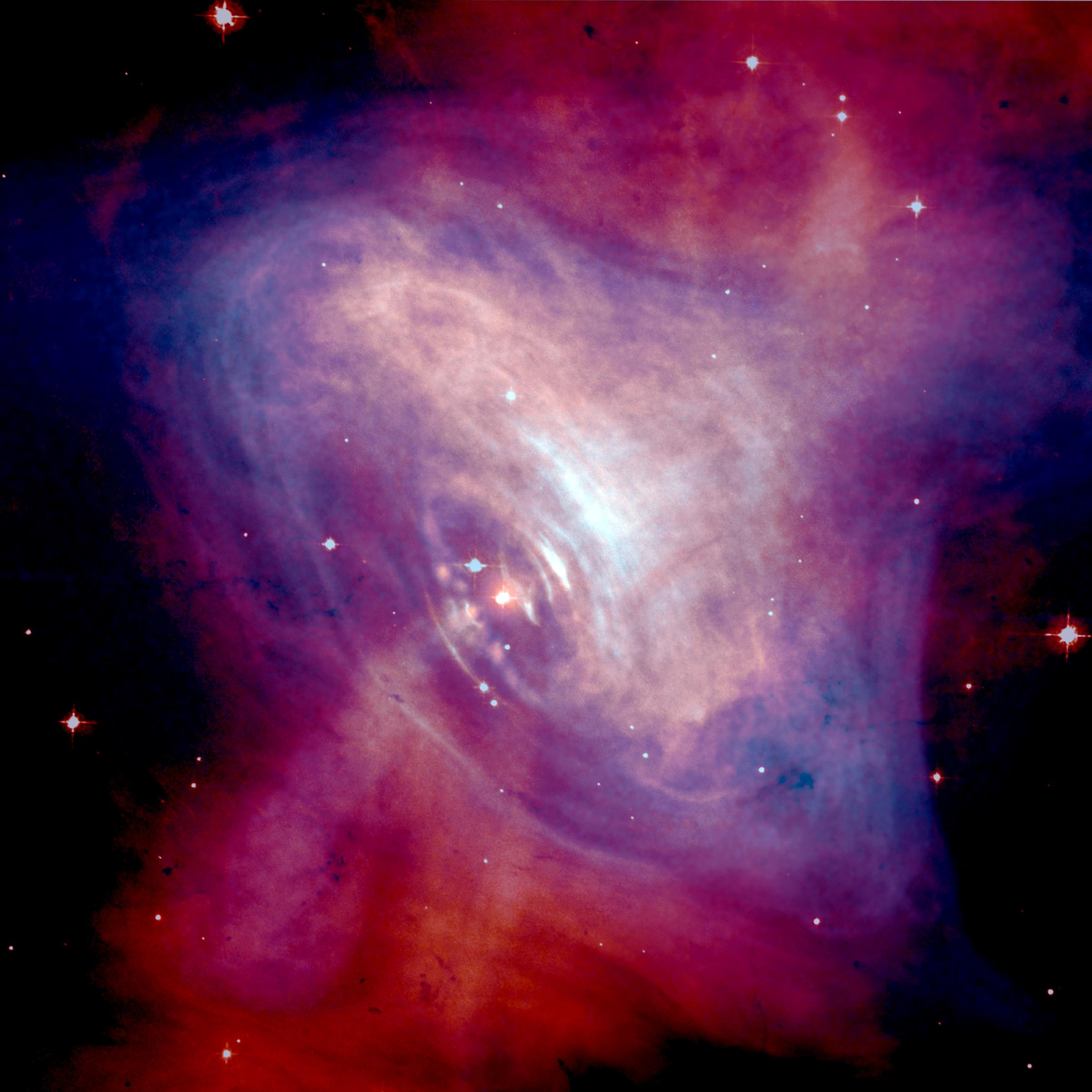
Pulsar Kraba – połączenie zdjęć w paśmie widzialnym (czerwone kolory) i rentgenowskim (niebieskie)

Wyraźnie włóknista (w świetle widzialnym) struktura Mgławicy Kraba otacza jasny, niebieski centralny region. Pasma są resztkami atmosfery gwiazdy, która w 1054 wybuchła jako supernowa. Zawierają głównie zjonizowany wodór i hel, w mniejszych ilościach również węgiel, tlen, azot, żelazo i siarkę. Temperatura włókien zawiera się pomiędzy 11 000 i 18 000 K, przy czym obszary bogatsze w tlen są wyraźnie gorętsze od innych.
W 1953 Iosif Szkłowski zasugerował, że centralny niebieski obszar emituje przeważnie spolaryzowane promieniowanie synchrotronowe, generowane przez przyspieszane w silnym polu magnetycznym po krzywoliniowych torach naładowane elektrony o dużych energiach (prędkościach aż do około połowy prędkości światła). Teoria została potwierdzona obserwacyjnie trzy lata później przez Jana Oorta. W latach 60. XX w. odnaleziono źródło pola magnetycznego rozpędzającego elektrony w mgławicy – była nim gwiazda neutronowa w centrum Kraba.
Współczesne obliczenia odległości do M1 na podstawie obserwacji spektroskopowych prowadzą do wyniku 6300 lat świetlnych. Daje to rzeczywiste rozmiary mgławicy równe 6' × 4' (dla porównania, Księżyc ma średnicę około 30'). Biorąc pod uwagę, że Krab rozszerza się z prędkością około 1500 km/s, można na tej podstawie obliczyć jego wiek – poważne badania przeprowadził tu Walter Baade w 1942, dochodząc do wniosku, że Krab narodził się około roku 1140. Naukowcy doszli więc do wniosku, że ekspansja mgławicy przyspieszyła od czasu wybuchu supernowej. Sądzi się, że jest to spowodowane energią pulsara, zasilającą pole magnetyczne, wypychające włókna w przestrzeń.
Oszacowania całkowitej masy mgławicy są istotne dla określenia masy gwiazdy-przodka SN 1054. Współcześnie, opierając obliczenia na materii zawartej we włóknach Kraba, szacuje się tę masę na 1–5 mas Słońca. Jest to powszechnie przyjęta, najczęściej spotykana wartość, aczkolwiek różne źródła podają inne liczby, nawet kilkakrotnie większe.

## Centralna gwiazda

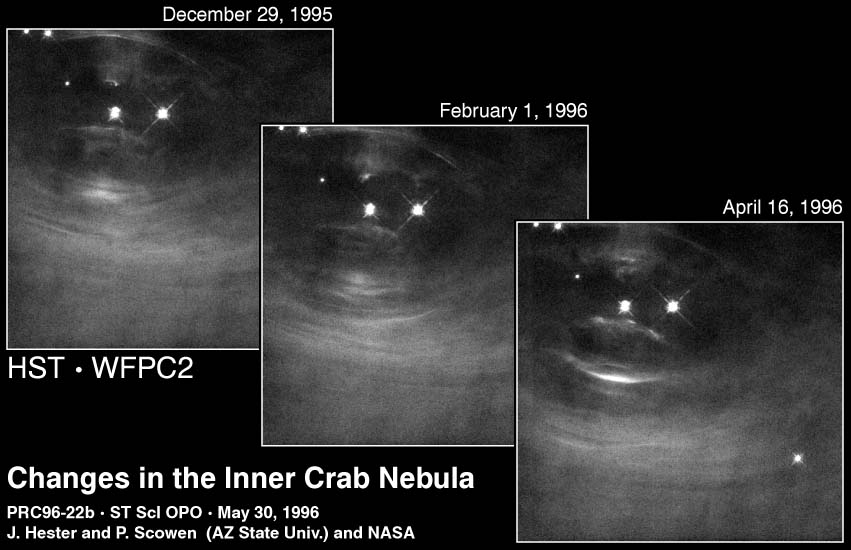
Sekwencja zdjęć wykonanych Teleskopem Hubble'a pokazuje wnętrze Kraba, zmieniające się w ciągu czterech miesięcy

W centrum Kraba znajdują się dwie słabe gwiazdy. Jedna z nich jest odpowiedzialna za zasilanie mgławicy, co stwierdzono w 1942, gdy Rudolph Minkowski zauważył jej wyjątkowo nietypowe widmo optyczne. W 1949 obszar wokół tej gwiazdy okazał się jednym z najsilniejszych źródeł fal radiowych, w 1963 promieniowania rentgenowskiego, oraz jednym z najjaśniejszych w pasmie fal gamma w 1967. W 1968 natomiast zauważono, że emisja fal radiowych gwiazdy odbywa się w bardzo silnych impulsach. To doprowadziło do odkrycia podobnych regularnych pulsacji również w innych częstotliwościach fal elektromagnetycznych.
Pulsary są silnymi źródłami promieniowania elektromagnetycznego, wysyłanego w niezwykle regularnych i krótkich odstępach, zwykle wiele razy na sekundę. Gdy odkryto je w 1967 stanowiły wielką zagadkę, rozważano nawet możliwość, że są sygnałami od innych rozwiniętych cywilizacji. Ewidentnym dowodem przeciwko tej tezie było jednak zidentyfikowanie pulsara wewnątrz Mgławicy Kraba, która powstała przecież stosunkowo niedawno. Stało się jednocześnie jasne, że pulsary powstają w eksplozjach supernowych. Okres pulsacji związany jest z przyspieszonym okresem obrotu gwiazdy (rotacji), natomiast natura emisji w impulsach z wielkim polem magnetycznym, które koncentruje sygnał w wąskie wiązki.

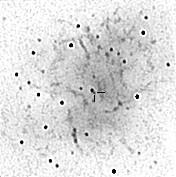
Pulsar w Mgławicy Kraba

Uważa się, że pulsar wewnątrz Kraba ma około 10 km średnicy. Impulsy promieniowania emituje co 33 milisekundy. Tak jak u wszystkich izolowanych pulsarów, również u tego okres pulsacji bardzo powoli wydłuża się. Co jakiś czas następują też gwałtowne zmiany okresu obrotu. Gdy pulsar spowalnia, uwalniana jest ogromna energia, która napędza elektrony promieniowania synchrotronowego. Mimo że w świetle widzialnym Krab jest wyjątkowo jasny – jaśniejszy od Słońca około 1000 razy – całkowita jego jasność (we wszystkich długościach fal) jest od Słońca większa aż 75 000 razy.
Ekstremalnie wielka energia pulsara tworzy wewnątrz Mgławicy Kraba obszar niezwykle dynamiczny. Typowy obiekt astronomiczny ewoluuje na tyle wolno, że zmiany można dostrzec jedynie na przestrzeni wielu lat, tymczasem centrum M1 zmienia się już w ciągu kilku dni. Najbardziej dynamiczne w Krabie jest miejsce, gdzie jeden z dżetów pulsara zderza się z otaczającą go materią, tworząc falę uderzeniową, wbijającą się w mgławicę.
Istnienie drugiej gwiazdy w centrum Kraba naukowcy wywnioskowali z obserwacji regularnych i istotnych zmian przesunięć dopplerowskich znanego już pulsara, jakkolwiek nadal niewiele o niej wiadomo. Założona masa pulsara wynosi 0,6 M☉, zaś masa drugiej gwiazdy 1,8 M☉, przy założeniu dużej ekscentryczności układu. Odległość pomiędzy składnikami wynosi (4-15)×1014 cm.

## Gwiazda-przodek

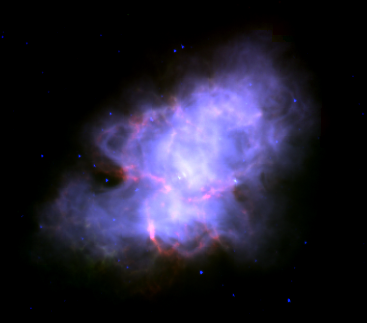
Mgławica Kraba widziana w podczerwieni przez Teleskop Spitzera

Przodkiem nazywa się gwiazdę, która wybuchła jako supernowa. Są dwa typy gwiazd, które mogą stać się supernowymi: białe karły oraz bardzo masywne gwiazdy. Supernowe typu Ia powstają, gdy w procesie zwanym akrecją, na białego karła spada materia, zwiększając jego masę do krytycznego poziomu, zwanego granicą Chandrasekhara, powodując eksplozję. W supernowych typu Ib/c oraz II, przodek jest gwiazdą o wielkiej masie, która wykorzystała całe swoje paliwo i zapada się, wybuchając po osiągnięciu krytycznej temperatury. Przodkiem pulsara w Mgławicy Kraba musiała być stosunkowo masywna gwiazda, białe karły nie tworzą pulsarów. Dodatkowo, w widmie M1 widoczne są silne linie Balmera, cecha supernowych typu II.
Teoretyczne modele eksplozji supernowych sugerują, że gwiazda, która stworzyła Kraba musiała mieć masę od 8 do 12 mas Słońca – uważa się, że gwiazdy o mniejszej masie raczej kończą życie tworząc mgławice planetarne; natomiast te o większej masie tworzą pozostałości o innym składzie chemicznym, niż ten obserwowany w Mgławicy Kraba.
Tymczasem suma masy pulsara i mgławicy w Krabie jest znacząco mniejsza, niż przewidywana masa gwiazdy-przodka. Ten problem pozostaje wciąż bez rozwiązania. Oszacowanie masy mgławicy wykonuje się mierząc całkowitą ilość emitowanego promieniowania. Mając dodatkowo dane temperaturę i gęstość, można obliczyć wymaganą masę. Wyniki najczęściej zawierają się przedziale od 1 do 5 mas Słońca, powszechnie przyjmuje się wartość od 2 do 3 mas Słońca za najbardziej odpowiednią. Masa pulsara szacowana jest na od 1,4 do 2 mas Słońca.
Powstało kilka teorii próbujących wyjaśnić zniknięcie masy Kraba. Dominuje przekonanie, że brakująca masa została wywiana przez silny wiatr gwiazdowy jeszcze przed wybuchem supernowej. Ten scenariusz wciąż jednak nie wyjaśnia, czemu wokół Mgławicy Kraba nie obserwuje się typowej dla pozostałości po supernowych gazowej powłoki.

## Zaćmienia ciałami Układu Słonecznego

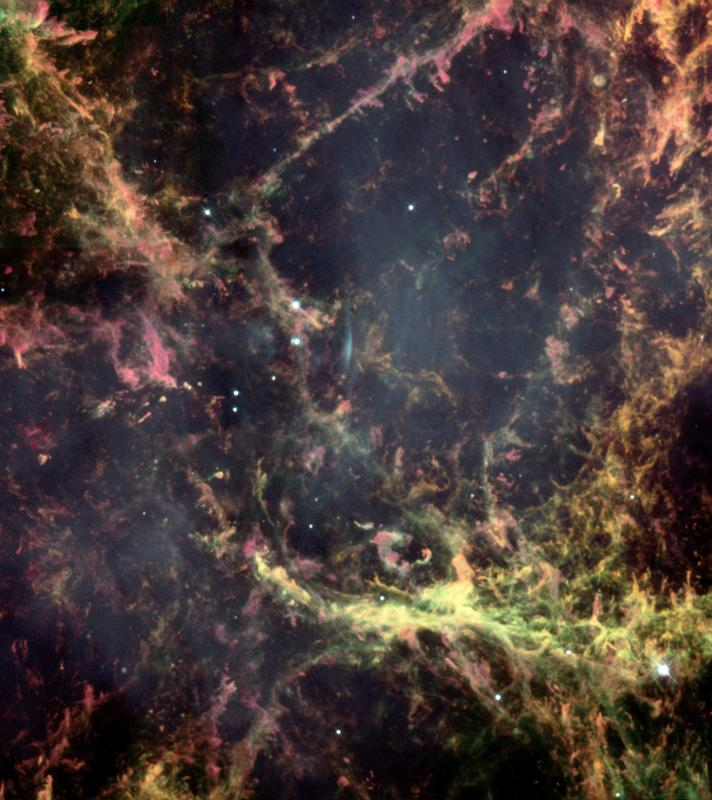
Zawiła, włóknista struktura małego obszaru Kraba na zdjęciu wykonanym Teleskopem Hubble'a

Mgławica Kraba leży około 1,5° od płaszczyzny ekliptyki. Oznacza to, że Księżyc i czasami inne ciała Układu Słonecznego mogą przejść przed lub zakryć M1. Mimo że Słońce nie przechodzi przed mgławicą, jego korona już tak. Te zaćmienia, przez obserwacje zmieniającego się wtedy promieniowania, mogą być wykorzystane do analizy tak mgławicy, jak i obiektów ją zakrywających.
Liczne przejścia Księżyca wykorzystano do badań emisji przez Kraba promieniowania rentgenowskiego. Zanim na orbitę wyniesiono obserwatoria promieni X – na przykład teleskop kosmiczny Chandra – takie obserwacje nie mogły być dokładne ze względu na niską zdolność rozdzielczą, lecz pozycja Księżyca, gdy przechodzi przed mgławicą, jest dobrze znana, więc można tę niedogodność częściowo wyeliminować. Gdy pierwszy raz zaobserwowano promieniowanie rentgenowskie Mgławicy Kraba, przejście Księżyca posłużyło dokładnemu ustaleniu jego źródła.
Korona słoneczna przechodzi przed Mgławicą Kraba każdego roku w czerwcu. Zmiany w odbieranych falach radiowych w tym czasie mogą zostać wykorzystane do badania gęstości i struktury korony. Odkryto w ten sposób, że korona sięga w przestrzeń dużo dalej, niż sądzono. Zauważono też, że jej gęstość jest zmienna.
Czasami, choć niezwykle rzadko, na tle Mgławicy Kraba przechodzi Saturn. Ostatnie takie zjawisko miało miejsce w 2003 i było pierwszym od 1296, następne zdarzy się dopiero w 2267. Astronomowie użyli Teleskopu Chandra, by zaobserwować przechodzącego przed mgławicą Tytana, księżyc Saturna. Na podstawie pochłanianego przez atmosferę Tytana promieniowania, naukowcy zmierzyli jej grubość na 880 km. Przejście samego Saturna nie mogło być wtedy obserwowane, gdyż teleskop znajdował się akurat w pasie radiacyjnym.